# 三原弟平 (奈良・平安時代)
三原 弟平（みはら の おとひら）は、奈良時代から平安時代初期にかけての皇族・貴族。名は乙枚または乙平とも記される。元は弟平王を名乗るが、臣籍降下して三原朝臣姓を称した。一品・新田部親王の孫。道祖王または長野王の子。官位は従五位上・尾張守。

## 経歴
新田部親王の曾孫である三原春上の父とされることから、弟平自身は新田部親王の孫であるが、父の名は明らかでない。新田部親王の子の一人である塩焼王の子孫は氷上真人姓を称したため、弟平は道祖王または長野王の子と想定される。
桓武朝の延暦10年（791年）三世王としての蔭位により無位から従五位下に直叙され、造酒正に任ぜられる。その後、三原朝臣姓を与えられて臣籍降下し、延暦18年（799年）に内蔵助に転じる。
従五位上に昇叙されたのち、嵯峨朝の弘仁4年（813年）に尾張守に任ぜられ地方官を務めた。

## 官歴
『六国史』による。
- 延暦10年（791年） 正月7日：従五位下（直叙）。3月21日：造酒正
- 時期不詳：臣籍降下（三原朝臣姓）
- 延暦18年（799年） 2月6日：内蔵助
- 時期不詳：従五位上
- 弘仁4年（813年） 2月13日：尾張守

## 系譜
- 父：道祖王または長野王
- 母：不詳
- 生母不明の子女
  - 男子：三原春上（774-845）